# Sadirac
Sadirac is een gemeente in het Franse departement Gironde (regio Nouvelle-Aquitaine). De plaats maakt deel uit van het arrondissement Bordeaux. Sadirac telde op 1 januari 2022 4.718 inwoners.

## Geografie
De oppervlakte van Sadirac bedroeg op 1 januari 2022 19,11 vierkante kilometer; de bevolkingsdichtheid was toen 246,9 inwoners per km².

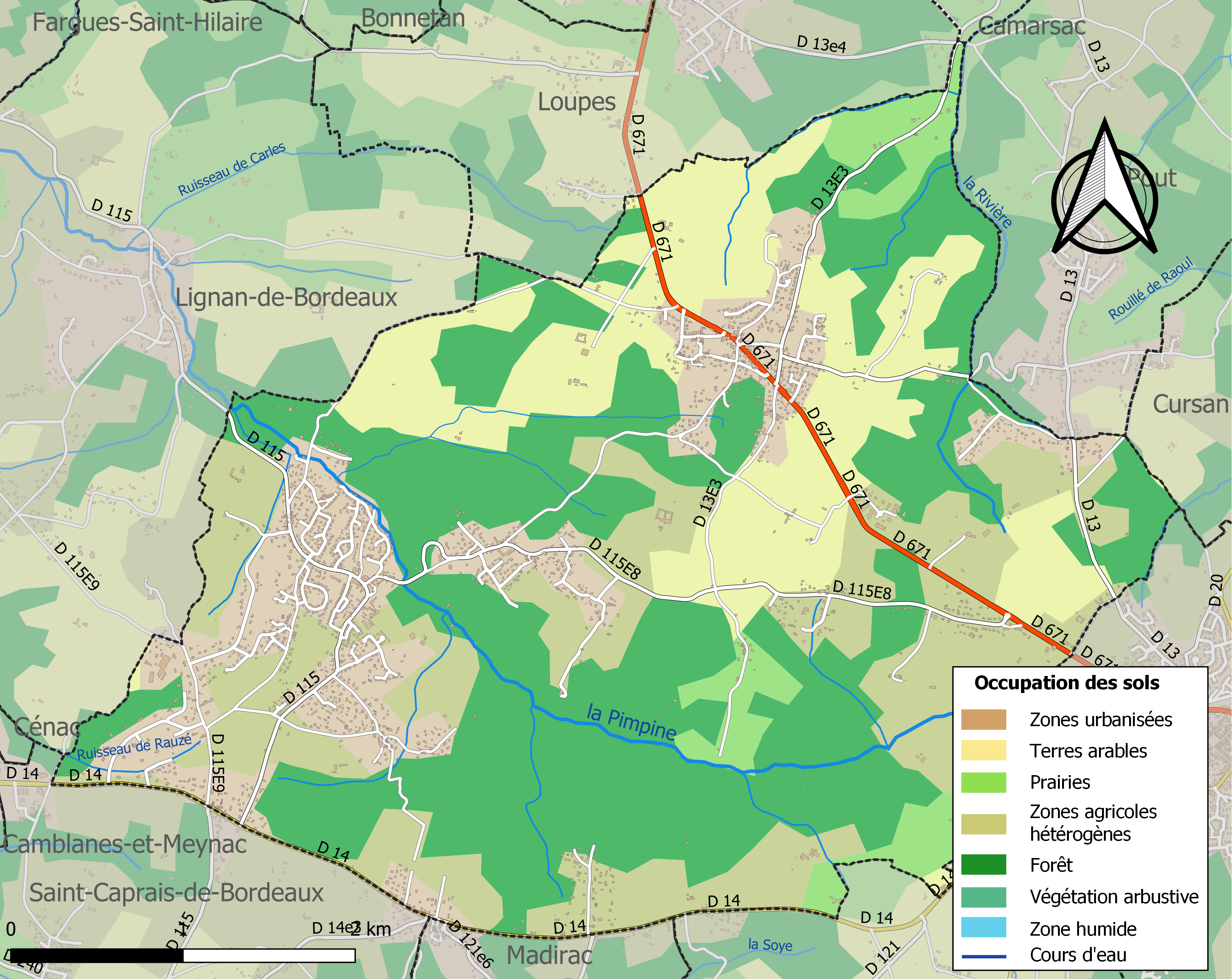
Kaart van de gemeente met belangrijkste infrastructuur, bodemgebruik en omliggende gemeenten

## Demografie
Onderstaande figuur toont het verloop van het inwonertal (bron: INSEE-tellingen).